# Porphyrophora ketmeniensis
Porphyrophora ketmeniensis är en insektsart som beskrevs av Jashenko 1999. Porphyrophora ketmeniensis ingår i släktet Porphyrophora och familjen pärlsköldlöss.
Artens utbredningsområde är Kazakstan. Inga underarter finns listade i Catalogue of Life.